# قوات تأمين المجرى الملاحي لقناة السويس

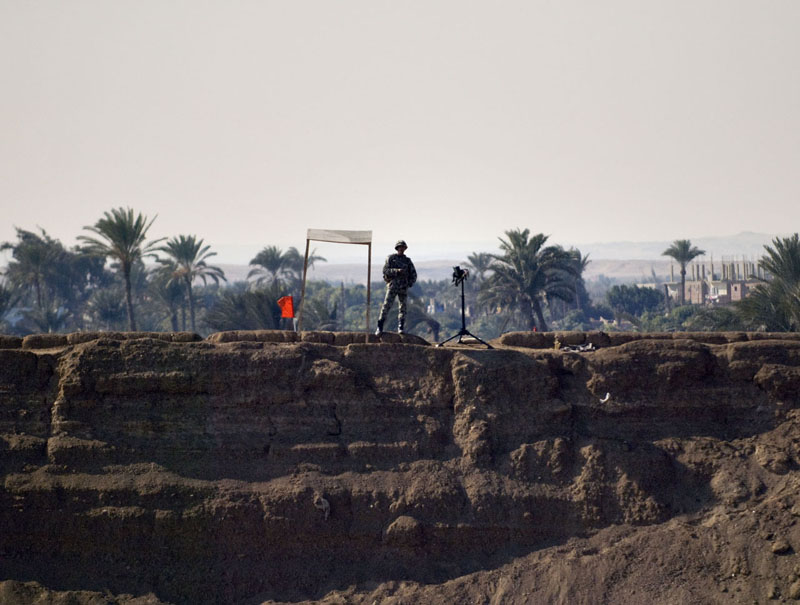
جندي مصري يقوم بحراسة المجرى الملاحي للقناة.

قوات تأمين المجرى الملاحي لقناة السويس هي قوات من  الجيش الثالث الميداني تابعة للقوات المسلحة المصرية تتولى مهمة تأمين قناة السويس والمنشآت الاقتصادية وقطاع السخنة والقطاع الريفي وقوات تأمين قطاع السويس وذلك في النطاق الخاص به بدءاً من نهاية نطاق الجيش الثاني وحتى جنوب المخرج الجنوبي للقناة بطول 52 كم إلى جانب التأمين الداخلي للمجرى الملاحي، وذلك بالتنسيق مع قوات الجيش الثاني وحرس الحدود والقوات البحرية والقوات الجوية والدفاع الجوي والشرطة العسكرية من خلال مركز القيادة المشترك لقوات تأمين المجرى الملاحي.
كما تتعاون قوات الجيش مع قوات الشرطة التي يمثلها مديرية أمن السويس، ومديرية أمن الإسماعيلية، ومديرية أمن بورسعيد. وتتمثل عملية التأمين في حراسة ضفتي القناة بمسافة معينة وبشكل مستمر، بخلاف وجود تأمين من داخل مجرى القناة نفسه، بالإضافة لنشر القوات الأمنية للأكمنة الثابتة والمتحركة لتأمين محاور القناة، وتحقيق حالات الاشتباه للعابرين بين الضفة الشرقية والضفة الغربية، والقيام بحملات تمشيطية يومية على المزارع المتاخمة للمجرى الملاحي، وتأمين المحاور البرية الرئيسية التي تربط سيناء بمحافظات القناة والقاهرة والدلتا ومنع الدخول إليها وقت اللزوم إلا بتصاريح للمقيمين بها.
ويتم التأمين عن طريق استخدام الطائرات واللنشات والمدرعات والمجنزرات وقوات المشاة التي تتعدى 4 آلاف جندي متواجدين بالضفتين الشرقية والغربية للقناة، وباستخدام أجهزة الكشف عن المفرقعات للسيارات المترددة على محاور عبور القناة البرية والمعديات البحرية، وكاميرات المراقبة بعمق 3 كم على شاطئي القناة في اتجاه صحراء سيناء والمناطق الزراعية المتاخمة لساحل القناة بالجناين والقنطرة غرب وفايد والبحيرات المرة، وإنشاء التجهيزات الهندسية كالسواتر والحواجز على ضفتي القناة، وإقامة أسوار خرسانية، وأبراج مراقبة لضمان عبور السفن للمجرى الملاحي بأمان تام. كما يتم إزالة المنازل المتاخمة للمجرى الملاحي، وتعويضهم بمنازل أخرى في مناطق أبعد عن ضفتي القناة بالاتفاق مع شيوخ القبائل، بهدف كشف الأرض المتاخمة لضفتي القناة، بحيث لا توجد إلا أراض مفتوحة سواء زراعية أو صحراوية لإقامة سياج أمني بعمق نحو 3 إلى 4 كم.

## قادة القوات
- لواء أركان حرب / عادل إبراهيم الغضبان.[8]
- لواء أركان حرب / محمد شمس.[9]